# Pontosság és precizitás
A pontosság (érvényesség, validitás) és precizitás (megbízhatóság, reliabilitás) két ellentmondó, egymást kiegészítő fogalom a metrológiában.

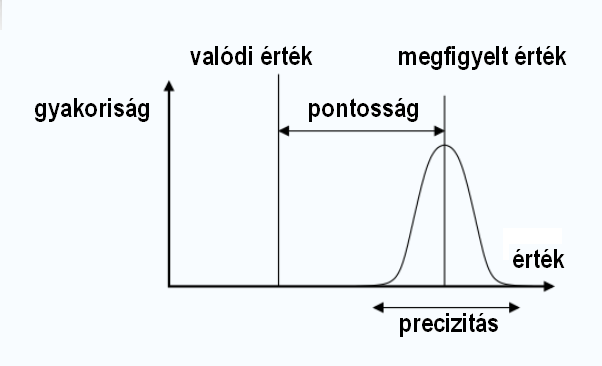
A pontosság jól közelíti a valódi értéket, a precizitás javítja a mérés megismételhetőségét

A tudományos és a hétköznapi életben pontosság az, hogy mennyire közelíti meg valamely észlelés (mérés) eredménye a megfigyelt jelenség valódi értékét. Számos jelenségnél ugyanis a valódi érték nem ismerhető meg teljes bizonyossággal, de nagy pontossággal megbecsülhető.
Ha az észlelés, vagy mérés többszöri megismétlése hasonló eredményt ad, akkor csak precizitásról beszélünk. Precíz az a mérés, amelynek eredménye reprodukálható, azaz a mérést megismételve ugyanaz az eredmény jön ki. Két ismételten azonos eredmény még nem jelenti azt, hogy a mérés pontos is, hiszen lehetséges, hogy csak arról van szó, hogy a mérőeszköz mindkét mérés során ugyanannyit torzított. A precizitás azonban legalább annyit jelent, hogy a mérőeszköz által kiadott eredmény nem véletlenszerű, hanem a mért tárgy tulajdonságaitól függ, legfeljebb eltorzítottan.
Amikor észlelésről, vagy mérésről beszélünk, minden olyan eljárást figyelembe veszünk, amely növeli az észlelés vagy mérés megbízhatóságát. Ilyen lehet bármely összehasonlítás, vagy számítási eljárás.
A mérés eredménye lehet pontos, de nem precíz; lehet precíz, de nem pontos. A mérés eredményét állandó nagyságú torzítás, vagy véletlen szóródás hamisíthatja meg. A mellékelt ábra erősen eltúlozza a valódi érték és a helyes érték eltérését. A méréstechnikai rutinban a valódi érték többnyire a mért adatok szóródásán belülre esik.

## A pontosság és a precizitás összehasonlítása

pontos, de nem precíz

precíz, de nem pontos

Az itt látható céltáblákon láthatjuk, milyen különbség van a két fogalom között. A fenti ábrán a lövedékek becsapódási helyéből elég jó következtetést lehet levonni arra: hol a céltábla közepe. Lejjebb a lövedékek egymást követő helyre csapódtak be ugyan, de félreérthető becslést adnak a céltábla közepére vonatkozóan.
Ha egyetlen nyílvesszőt lőttünk volna ki, és a precizitás feltételei fennállnának, az eredmény azonos volna a további nyílvesszők kilövése esetén. Ha szorosan összekötözött nyílvesszőket lőnénk ki, azok egyetlen pont körül csapódnának be, de nem feltétlenül a céltábla közepén. Ez tehát precíz ugyan, de nem feltétlenül pontos.
Ugyanakkor lehetetlen pontosságot elérni egyedi mérésekkel precizitás nélkül. A találatok átlagos helye jó becslése volna a céltábla közepének, de az egyedi találatok pontatlanok volnának
Az itt látható példát a ballisztika tárgyalja.

## A pontosság és precizitás számszerűsítése
Elvileg a mérőeszköznek pontosnak is és precíznek is kellene lennie. A mérési folyamatnak nyomonkövethetőnek kell lennie (traceability), és meg kell felelnie az etalon értékének, amelyet az SI-mértékegységrendszer meghatározott, és a nemzetközi mérésügyi intézetekben őriznek.
Gyakran hivatkoznak a precizitásra a szórásnégyzet reciprokaként, míg más irodalmi források a normál eloszlás "egy szigma" konfidencia intervallumát értik alatta. Ez a megközelítés szükségessé teszi az átlag és a szórás kiszámítását. Ekkor a precizitás kifejezője az átlag szórása.
A pontosság kifejezéséhez tudnunk kell a következőt: 
- Az átlag és a referencia értéke közötti eltérést torzításnak nevezzük. A torzítás csökkentése érdekében kalibrálást szükséges végeznünk.
- kombinálnunk kell mindezt a precizitás növelésével

A tudományos és a műszaki gyakorlatban a pontosság és a precizitás értékét az értékes jegyek számával szokás jelezni. Például 843,6 m, illetve 843,0 m egyaránt feltételezi a 0,05 m intervallumot (az utolsó számjegy a tizedek helyi értékén áll). Ezért 8436  körül az intervallum 0,5 m (az utolsó értékes jegy most az egyesek helyén áll).
Az afféle mérési eredmény, mint 8000 m, – a nullás számjegyekkel, és tizedespont nélkül, – megtévesztő. Ennek elkerülése céljából helyesebb ezt a számot így jelölni: "8,0 × 103 m". Ez azt jelenti, hogy az első nullás számjegyet ismerjük, vagyis az eredmény intervalluma 50 m széles. Vagy "8,000 × 103 m" azt jelenti: az eredmény intervalluma 0,5 m széles.
A mérőeszközök skálabeosztását ennek figyelembevételével készítik. Ha a leolvasás 8, ez azt jelenti, hogy az eredményt csak az egyesek helyi értékének megfelelő precizitással ismerjük. 8,0 azt jelenti: a tizedek helyi értékén álló jegyről is tudjuk, hogy az nulla. (Nem a pontossága; csak a precizitása ekkora.) A mérőeszköz skálabeosztásának szoros kapcsolatban kell lennie a műszer osztálypontosságával.
A precizitás értelmezése lehet a következők egyike: 
- ismétlőképesség (angolul: repeatability). A megbízhatóság növekszik, ha azonos feltételek között, azonos mérőeszközzel rövid időközönként megismételjük a mérést.
- reprodukálhatóság (angolul: reproducibility). A megbízhatóság növekszik, ha a mérést vagy eltérő körülmények között, vagy más mérőeszközzel, esetleg hosszú idő után megismételve hasonló eredményt kapunk.

## A pontosság és a precizitás tévesztési tábla formájában
A pontosság fogalmát értelmezhetjük az igazságmátrix (angol szakirodalomban: confusion matrix) esetére is. Ezt a táblázatot eset–kontroll táblának is nevezik. A tábla tartalma az események gyakorisága lehet (egész számok). Az "arany standard" kifejezés használata a szakmai gyakorlattól függ. Legtöbbször az elfogadott nemzetközi referenciaérték. Mérésnél, metrológiai értelemben a valódi érték, orvosi diagnosztikai vizsgálat esetén a 100%-os pontosságú vizsgálat (pl. boncolás vagy a nyilvánvaló tünetek megjelenése a betegség előrehaladtával).
Legyen a vizsgálat tárgya egy diagnosztikai módszer, mellyel a HIV-fertőzést kívánjuk korai szakaszában kimutatni. A valós állapot az, hogy valaki ténylegesen fertőzött-e vagy sem. A teszteredmény lehet negatív vagy pozitív. Így a következő esetek lehetségesek:
- valós pozitív (VP) az eredmény, ha egy fertőzött (azaz beteg) személy pozitív eredményt produkál.
- álpozitív (ÁP) az eredmény, ha egy nem fertőzött (azaz egészséges) személy tesztje pozitív lesz.
- álnegatív (ÁN) az eredmény, ha a fertőzött személy teszteredménye negatív.
- valós negatív (VN) az eredmény, ha egy egészséges személy negatív teszteredményt produkál.

|                                |                | vizsgálat eredménye       |                         |                            |
| negatív (–)                    | pozitív (+)    |                           |                         |                            |
| valós állapot (arany standard) | egészséges (–) | valós negatív (VN)        | álpozitív (ÁP)          | → specificitás VN/(VN+ÁP)  |
| valós állapot (arany standard) | beteg (+)      | álnegatív (ÁN)            | valós pozitív (VP)      | → szenzitivitás VP/(ÁN+VP) |
|                                |                | ↓ szegregancia VN/(VN+ÁN) | ↓ relevancia VP/(ÁP+VP) | pontosság                  |

A vizsgálat nyilván akkor eredményes, ha nincs jelentős (szignifikáns) eltérés a teszteredmény és a valós állapot között (ez a nullhipotézis, H0). Pontosságát ezért olyan szám fejezi ki, amely a valós (pozitív és negatív) eredmények arányát adja meg az összes kimenetelhez képest:
pontosság {\displaystyle ={\frac {VP+VN}{VP+AP+AN+VN}}}
A 100 százalékos pontosság tehát azt fejezi ki, ha valamennyi vizsgálati személyt a tényleges állapotának megfelelően diagnosztizáltunk.
A precizitás a valós pozitív eredmények aránya az összes pozitív (valós pozitív + álpozitív) eredményhez képest: 
precizitás {\displaystyle ={\frac {VP}{VP+AP}}}
A prevalencia (PRE) feltételezésével is kiszámítható a pontosság.
prevalencia {\displaystyle PRE={\frac {VP+AN}{VP+AP+AN+VN}}}
és ebből a pontosság:
{\displaystyle {\text{pontosság}}=({\text{SE}})({\text{PRE}})+({\text{SP}})(1-{\text{PRE}})}
ahol SE a szenzitivitás és SP a specificitás:
szenzitivitás {\displaystyle SE={\frac {VP}{VP+AN}}}
specificitás {\displaystyle SP={\frac {VN}{AP+VN}}}

## A pontosság és a precizitás a pszichológiában és a pszichofizikában
A pszichometriában és a pszichofizikában a pontosság szó helyett a validitás kifejezést használják. A precizitás neve gyakran reliabilitás. A validitásnak kapcsolódnia kell a vizsgált személy, vagy csoport viselkedéséhez. Statisztikai kiértékelését a Cronbach alfa teszttel végzik.

## A pontosság és a precizitás az informatikában
A pontosság és a precizitás fogalmát az adatbázis rendszerekre alkalmazzák az információs technológiában, valamint a szociológiában, és adatminőség, illetve információminőség néven hivatkoznak rá.